# Lungern
Lungern est une commune suisse du canton d'Obwald.

## Géographie

Vue aérienne de 1800 m par Walter Mittelholzer (1926)

Le territoire de Lungern s'étend sur 46,51 km2. Lors du relevé de 2013-2018, les surfaces d'habitations et d'infrastructures représentaient 3,8 % de sa superficie, les surfaces agricoles 39,5 %, les surfaces boisées 42,2 % et les surfaces improductives 14,5 %. Lungern est limitrophe de Kerns, Giswil et Sachseln.
Le lac de Lungern est en usage pour la production électrique (barrage reservoir). Le col du Brünig est situé vers le sud.
Depuis 2012, le tunnel de Lungern permet le contournement du village.

## Histoire

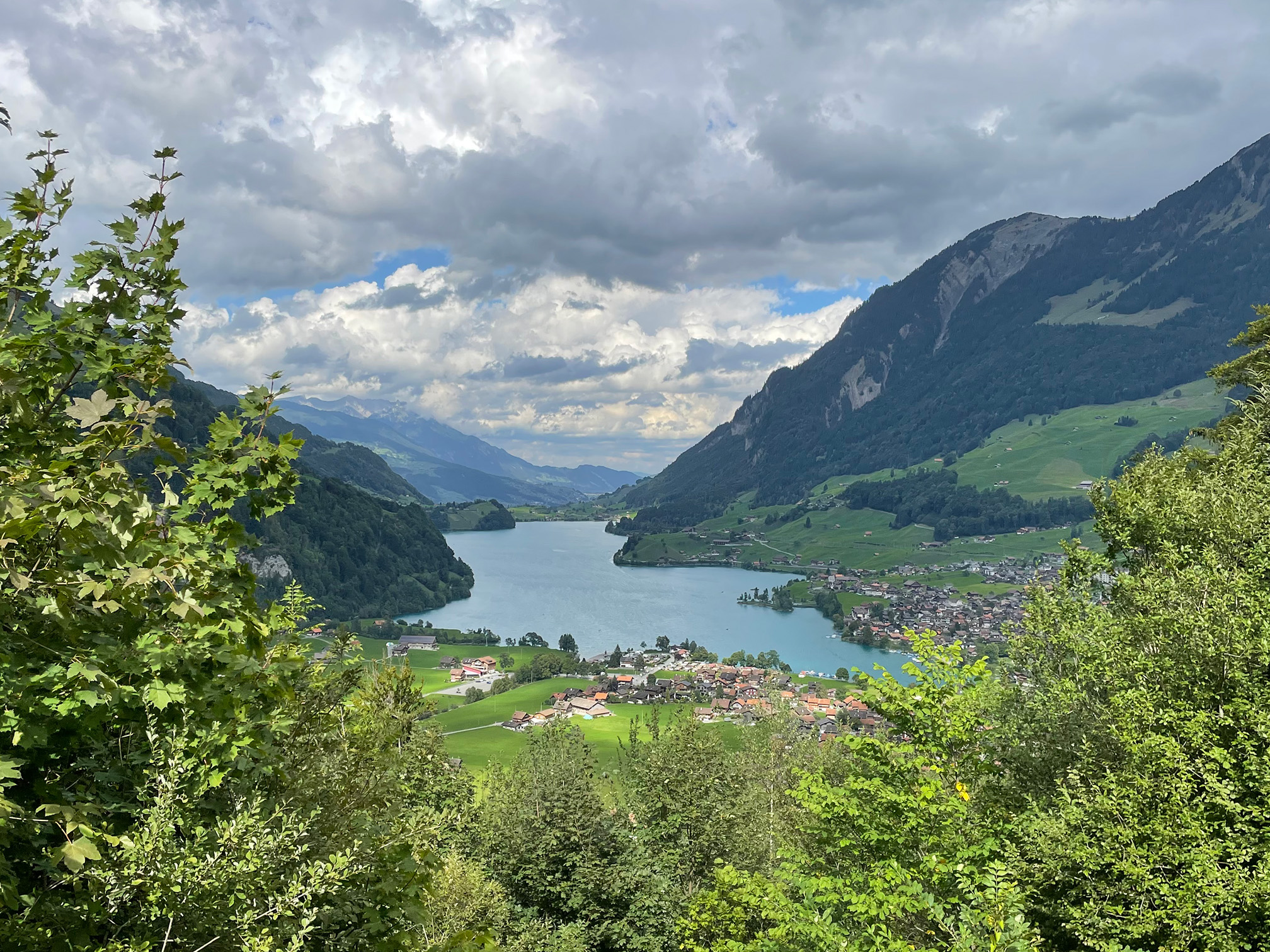
Vue de Lungern depuis la route qui monte au col du Brünig

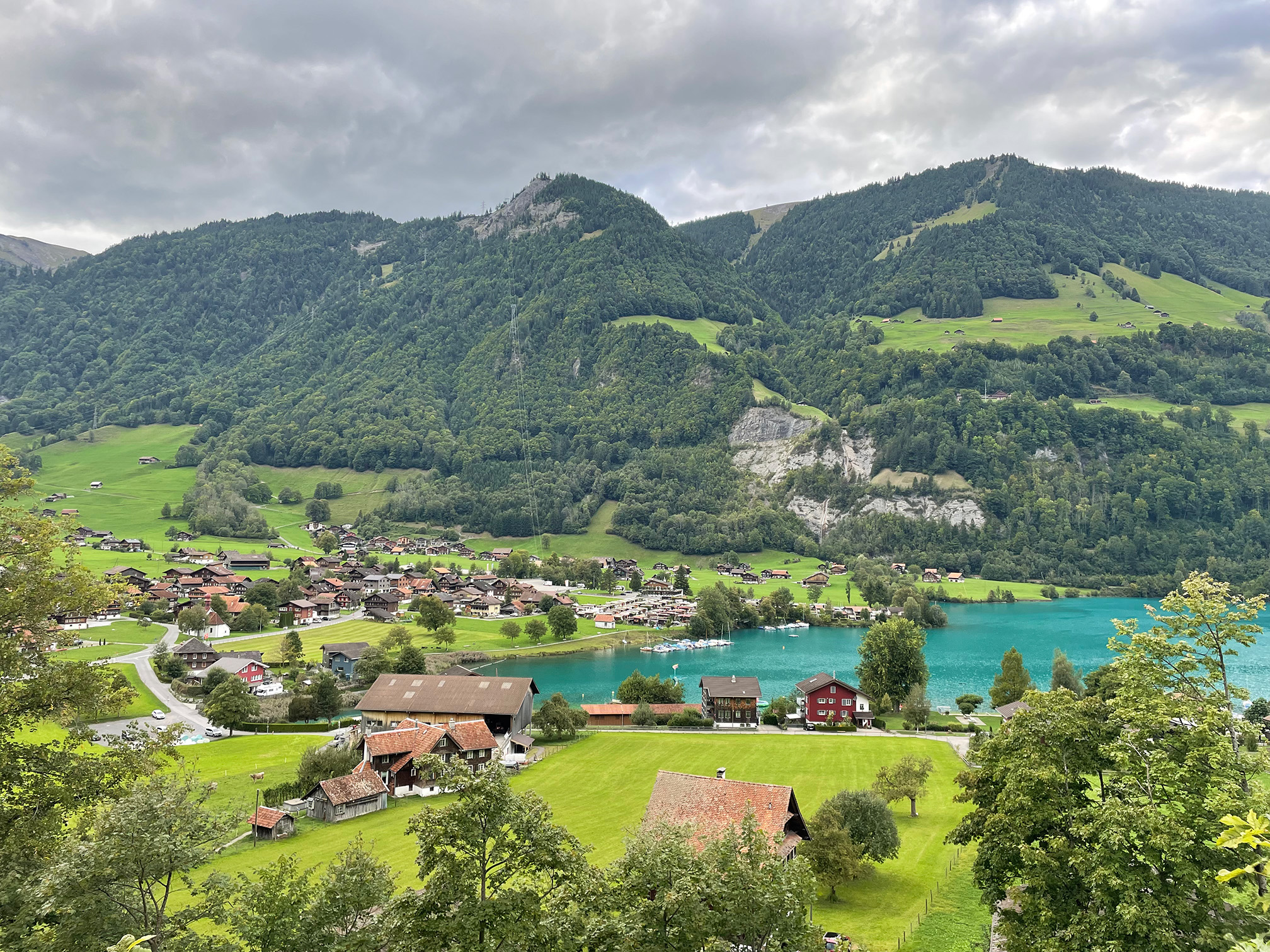
Vue de Lungern depuis l'église du Sacré-Cœur

Des vestiges du Mésolithique, de l'âge du bronze et de l'époque romaine ont été retrouvés sur le territoire communal. Des terres libres ont toujours côtoyé les propriétés seigneuriales. L'ancienne église Sainte-Catherine (mentionnée en 1275), dont seul subsiste le clocher du XIVe siècle, est édifiée par les barons de Wolhusen. Ceux-ci donnent en 1303 le patronage à l'abbaye d'Engelberg, qui le cède vers 1450 au canton d'Obwald. Depuis 1674, les paroissiens détiennent pleinement la collation. Le couvent de Murbach-Lucerne possède un alpage à Lungern et des biens à Obsee et Bürglen. La chapellenie de Bürglen-Kaiserstuhl est fondée en 1739 (chapelle bâtie en 1686, dédiée à saint Antoine et saint Wendelin). La paroisse assumait les tâches communales, principalement l'assistance. Il se forme d'autre part des communautés d'ayants droit : celle d'Obsee, avec Bürglen (1388), et celle du village de Lungern, avec Kaiserstuhl (1420) ; elles conservent encore leur autonomie. Leur rôle se renforce rapidement au XVe siècle, quand l'élevage se substitue à la céréaliculture. Pour jouir des droits d'usage sur les communaux, alpages et forêts de l'une ou l'autre communauté, il a toujours suffi d'avoir une propriété sur le territoire de Lungern, alors qu'ailleurs à Obwald, il fallait être bourgeois du lieu.
En 1836, l'abaissement du lac de Lungern permet de gagner 170 ha de terres. Mais les concessions octroyées en 1919 aux Forces motrices de Suisse centrale entraînent un nouveau remplissage du lac, afin d'améliorer la production d'électricité (l'usine est propriété du canton d'Obwald depuis 1982). Au XIXe siècle, l'industrie à domicile constitue une notable source de revenus : filage du coton, tissage de la soie (pour des entrepreneurs de Zurich, puis de Horgen), fabrication de chapeaux de paille jusque dans les années 1950 (pour des entrepreneurs établis à Wohlen et, dès 1910, à Sarnen). Véritables fléaux durant des siècles, les torrents de l'Eibach et du Laui subissent d'importants travaux de correction vers 1900. En 1887, l'Eibach endommage l'église et l'ossuaire ; une nouvelle église, l'église du Sacré-Cœur, est bâtie en 1892-1893 au Sattel. La construction d'une route au Brünig, au début des années 1860, puis la mise en service de la ligne ferroviaire, d'Alpnachstad à Brienz, en 1888, stimulent le tourisme, l'hôtellerie et la parahôtellerie. D'abord station de villégiature estivale, Lungern se dote plus tard d'un domaine skiable au Schönbüel (téléphérique construit en 1961). Au XXe siècle, l'artisanat local, illustré notamment par une tradition de sculpteurs, donne naissance à diverses entreprises industrielles performantes : charpenterie, consolidation de falaises, carrosserie et sellerie. En 2005, le secteur primaire offre un sixième des emplois, le secondaire et le tertiaire se partagent le reste à parts égales.

## Démographie

### Évolution de la population
Lungern compte 2 086 habitants au 31 décembre 2022 pour une densité de population de 45 hab/km2. Sur la période 2010-2019, sa population a augmenté de 1,5 % (canton : 6,6 % ; Suisse : 9,4 %).  

### Pyramide des âges
En 2020, le taux de personnes de moins de 30 ans s'élève à 31,7 %, au-dessus de la valeur cantonale (31,2 %). Le taux de personnes de plus de 60 ans est quant à lui de 28,7 %, alors qu'il est de 26,7 % au niveau cantonal.
La même année, la commune compte 1 090 hommes pour 1 048 femmes, soit un taux de 51 % d'hommes, supérieur à celui du canton (50,6 %).
| Hommes | Classe d’âge | Femmes |
| ------ | ------------ | ------ |
| 1,0    | 90 ans ou +  | 1,5    |
| 8,3    | 75 à 89 ans  | 11,0   |
| 18,1   | 60 à 74 ans  | 17,5   |
| 24,8   | 45 à 59 ans  | 21,3   |
| 17,0   | 30 à 44 ans  | 16,3   |
| 16,7   | 15 à 29 ans  | 16,4   |
| 14,2   | - de 14 ans  | 16,0   |

| Hommes | Classe d’âge | Femmes |
| ------ | ------------ | ------ |
| 0,5    | 90 ans ou +  | 1,4    |
| 7,4    | 75 à 89 ans  | 8,5    |
| 17,9   | 60 à 74 ans  | 17,6   |
| 23,0   | 45 à 59 ans  | 22,5   |
| 19,6   | 30 à 44 ans  | 19,5   |
| 16,2   | 15 à 29 ans  | 15,7   |
| 15,4   | - de 14 ans  | 15,0   |

## Économie
L’agriculture, l’exploitation forestière et l’industrie du bois sont prédominants. L’entreprise Holzbau AG Lungern (Constructions en bois SA), fondée en 1926, active jusqu’en 1983 et dissoute en 1989, est à l’origine de très nombreux bâtiments, répartis sur un vaste territoire. D’autres entreprises se sont également établies, telles que Westiform Holding ou Gasser Felstechnik.

## Culture locale et patrimoine

### Lieux et monuments

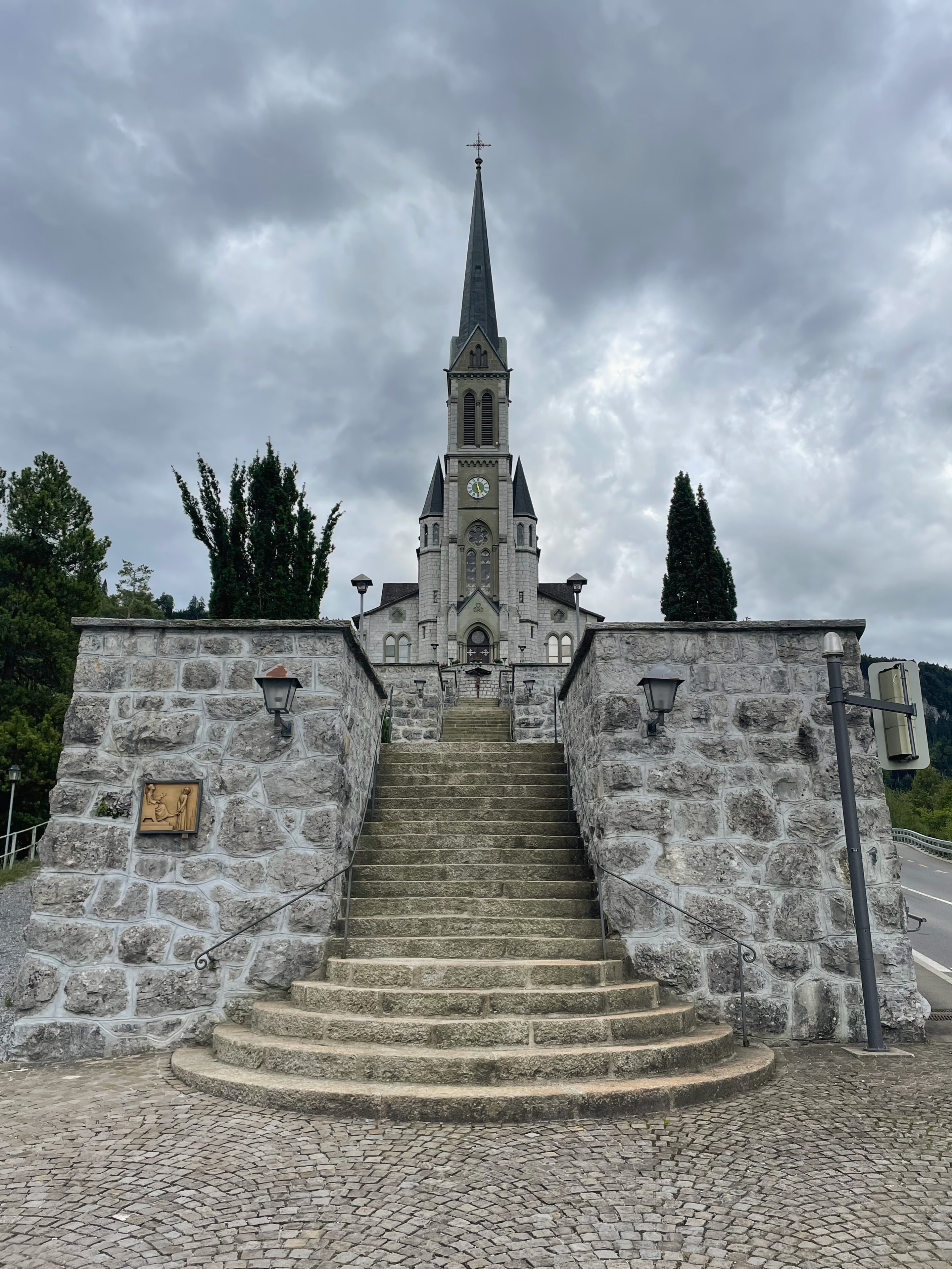
Église du Sacré-Cœur de Lungern

- Église du Sacré-Cœur de Lungern